# Liste der Biografien/Lai
Liste der Biografien |
Portal Biografien |
Personensuche
# |
A |
B |
C |
D |
E |
F |
G |
H |
I |
J |
K |
L |
M |
N |
O |
P |
Q |
R |
S |
T |
U |
V |
W |
X |
Y |
Z |
?
 
La |
Lb |
Lc |
Le |
Lg |
Lh |
Li |
Lj |
Ll |
Lm |
Lo |
Lp |
Lt |
Lu |
Lv |
Lw |
Lx |
Ly |
Lz
 
Laa |
Lab |
Lac |
Lad |
Lae–Lah |
Lai |
Laj |
Lak |
Lal |
Lam |
Lan |
Lao |
Lap |
Laq |
Lar |
Las |
Lat |
Lau |
Lav |
Law |
Lax |
Lay |
Laz
Die Liste der Biografien führt alle Personen auf, die in der deutschsprachigen Wikipedia einen Artikel haben. Dieses ist eine Teilliste mit 252 Einträgen von Personen, deren Namen mit den Buchstaben „Lai“ beginnt.

## Lai
- Lai Chi Hung (* 1971), chinesischer Bogenschütze
- Lai Lai Win (* 1977), myanmarische Sprinterin
- Lai, Ada (* 1975), chinesische Komponistin
- Lai, Alessandro (* 1970), italienischer Kostümbildner
- Lai, Caiqin (* 1966), chinesische Badmintonspielerin
- Lai, Changxing (* 1958), chinesischer Unternehmer
- Lai, Chi Wai (* 1982), chinesischer Felskletterer, Sportkletterer und Motivationsredner
- Lai, Chia-wen (* 1985), taiwanische Badmintonspielerin
- Lai, Ching Laam (* 2007), chinesische Tennisspielerin (Hongkong)
- Lai, Ching-te (* 1959), taiwanischer Politiker (Demokratische Fortschrittspartei DPP), Bürgermeister von Tainan, Staatspräsident TaiwansLai Ching-te (* 1959)

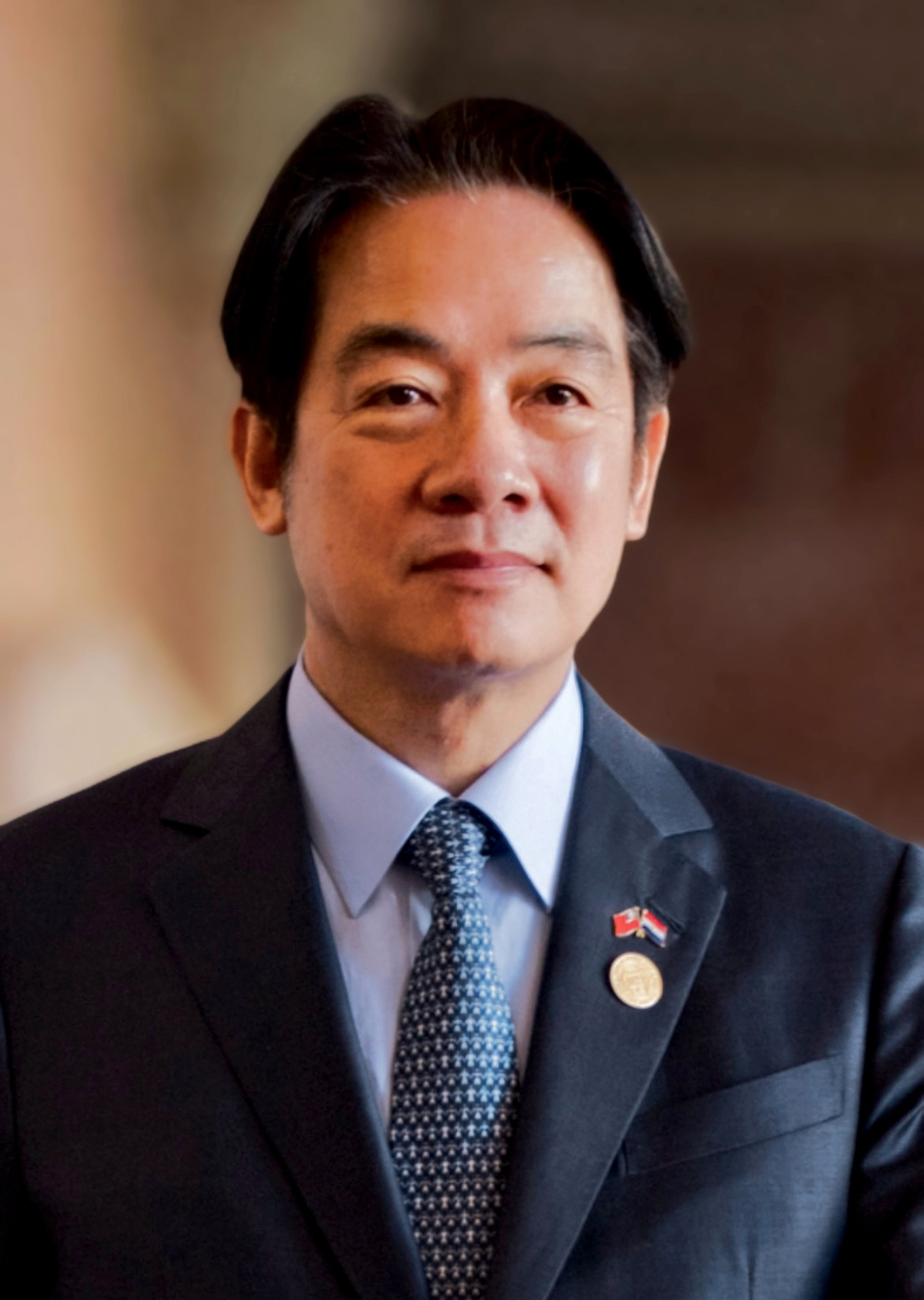
Lai Ching-te (* 1959)

- Lai, Chun Ho (* 1989), hongkong-chinesischer Sprinter
- Lai, David (* 1948), anglikanischer Bischof
- Lai, Francis (1932–2018), französischer Komponist, Akkordeonist und Oscar-Preisträger für Filmmusik
- Lai, Georg (* 1911), deutscher Angestellter sowie Gegner und Opfer des Nationalsozialismus
- Lai, He (1894–1943), taiwanischer Arzt und Schriftsteller
- Lai, Jacky (* 1989), kanadische Schauspielerin
- Lai, Jimmy (* 1947), chinesischer Unternehmer und Aktivist
- Lai, José Hung-seng (* 1946), chinesischer Geistlicher und emeritierter römisch-katholischer Bischof von Macau
- Lai, Joy (* 1998), australische Badmintonspielerin
- Lai, Kuan-hua (* 1981), taiwanischer Radrennfahrer
- Lai, Leon (* 1966), chinesischer Schauspieler und SängerLeon Lai (* 1966)

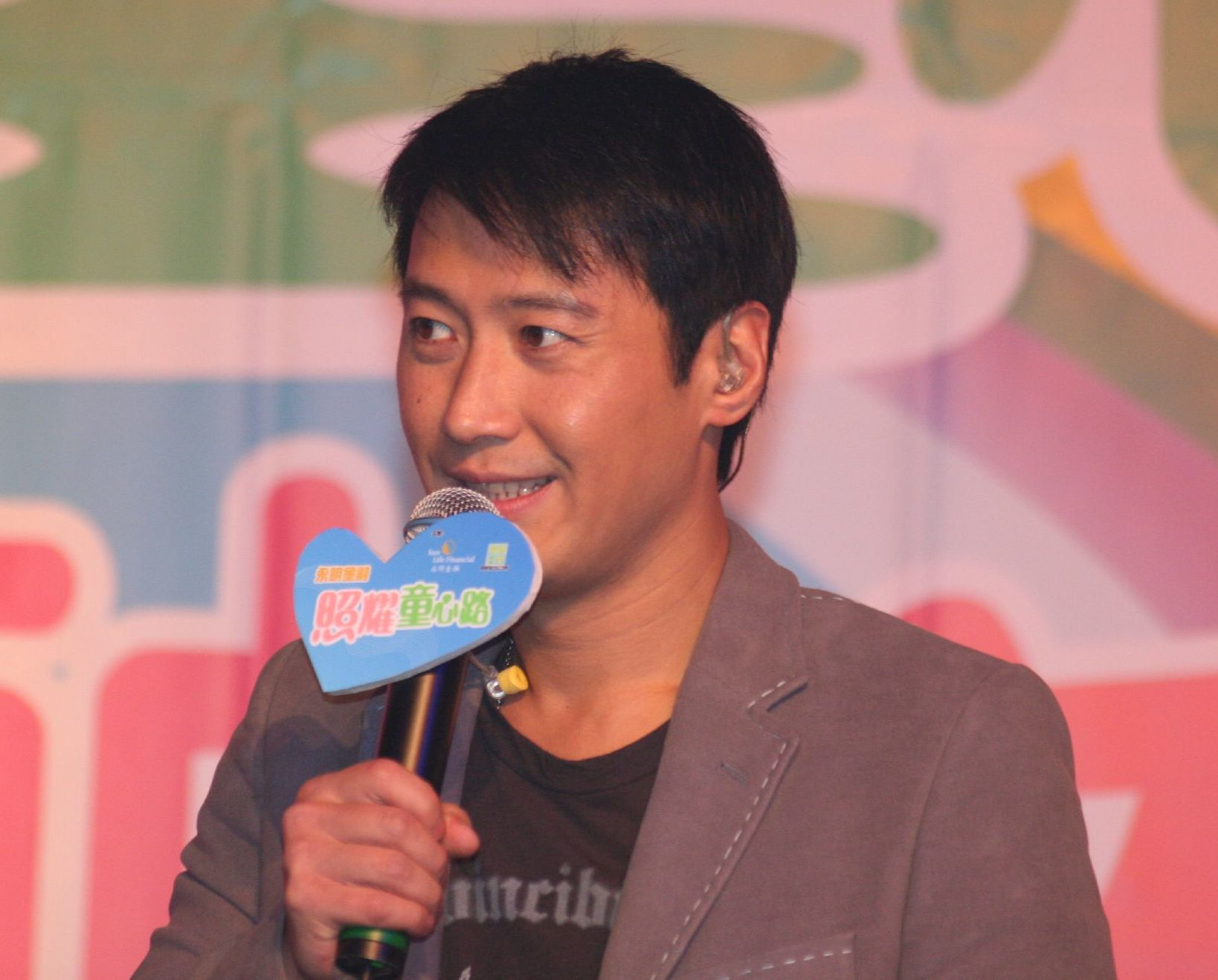
Leon Lai (* 1966)

- Lai, Luca (* 1992), italienischer Sprinter
- Lai, Maria (1919–2013), italienische Objektkünstlerin, Malerin und Performerin
- Lai, Pei Jing (* 1992), malaysische Badmintonspielerin
- Lai, Runming (* 1963), chinesischer Gewichtheber
- Lai, Shevon Jemie (* 1993), malaysische Badmintonspielerin
- Lai, Shin-yuan (* 1956), taiwanische Politikerin
- Lai, Stanley (* 1977), kanadisch-deutscher Teilchenphysiker
- Lai, Wilhelm (1909–1943), deutscher Eisendreher und zeitweise Funktionär der Kommunistischen Partei Deutschlands (KPD) sowie Gegner und Opfer des Nationalsozialismus
- Lai, Xiang-Chen (* 1995), taiwanische Volleyballspielerin
- Lai, Xiaoxiao (* 1993), chinesische Kungfu-Athletin

### Laib
- Laib, Conrad, spätgotischer Maler
- Laib, Johann Gottlieb (1806–1866), Schweizer Lehrer, Pädagoge, Komponist und Dirigent
- Laib, Peter (* 1984), deutscher Tubist und Komponist
- Laib, Wolfgang (* 1950), deutscher Künstler
- Laibach, Detlef (* 1959), deutscher Fußballspieler
- Laibach, Friedrich (1885–1967), deutscher Botaniker und Hochschullehrer
- Laibats-Montaigne, Jacques (1716–1788), französischer Astronom
- Laibl, Melanie (* 1973), österreichische Schriftstellerin, (Text-)Dichterin und Übersetzerin
- Laible, Otto (1898–1962), deutscher Maler
- Laiblin, Louis (1861–1927), deutscher Privatier, Mäzen, Ehrensenator der Universität Tübingen und Ehrenbürger der Stadt Pfullingen
- Laibson, David (* 1966), US-amerikanischer Ökonom an der Harvard University

### Laic
- Laich, Brooks (* 1983), kanadischer EishockeyspielerBrooks Laich (* 1983)

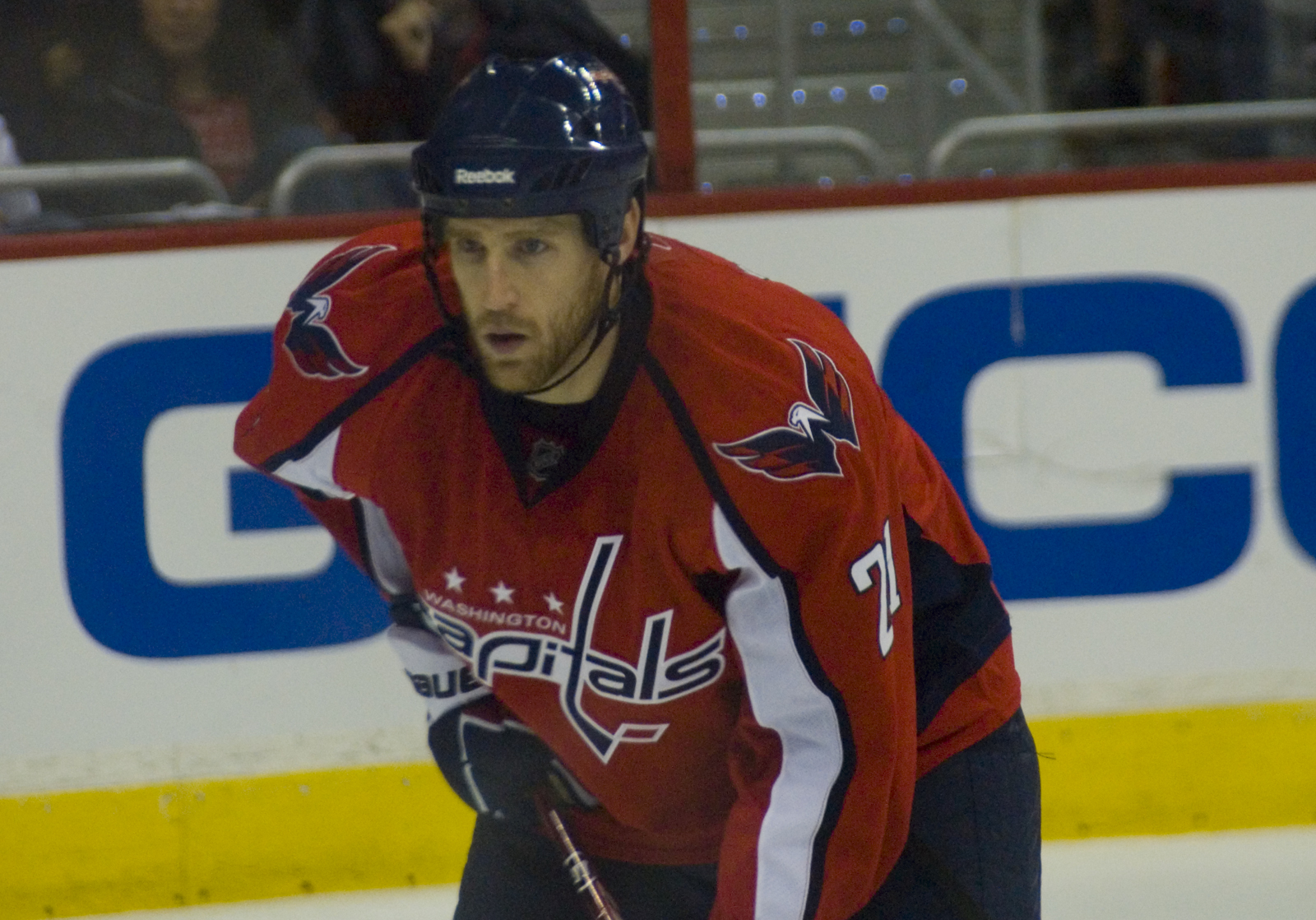
Brooks Laich (* 1983)

- Laich, Georg (* 1965), österreichischer Journalist und Fernsehmoderator
- Laicharting, Johann Nepomuk von (1754–1797), österreichischer Entomologe und Botaniker
- Laiconas, Julius (* 1944), litauischer Bauingenieur und Politiker

### Laid
- Laidani, Abdullah (* 2003), schweizerisch-algerischer Fussballtorhüter
- Laidback Luke (* 1976), niederländischer DJ und Musik-ProduzentLaidback Luke (* 1976)

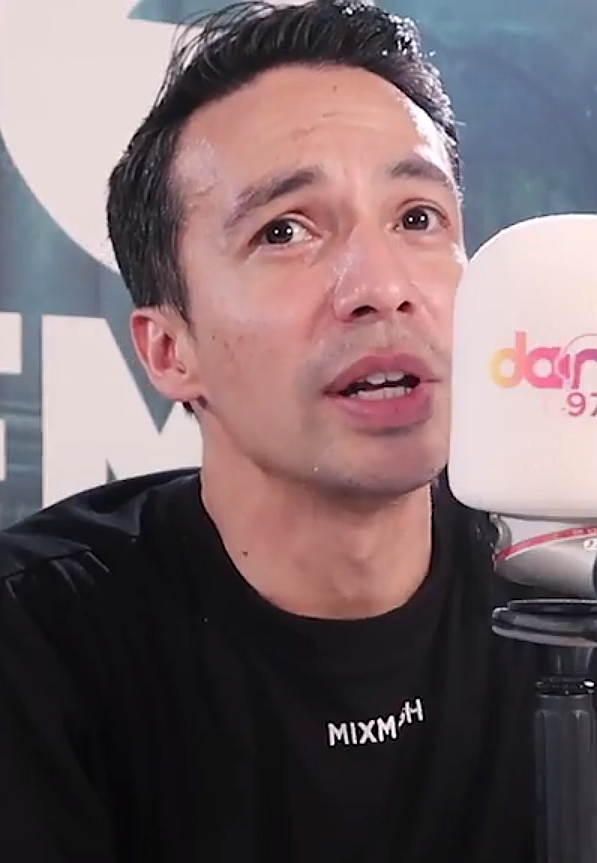
Laidback Luke (* 1976)

- Laidebeur, Bernard (1942–1991), französischer Leichtathlet
- Laidig, Torben (* 1994), deutscher Stabhochspringer
- Laidlaw, Chris (* 1943), neuseeländischer Rugby-Union-Spieler
- Laidlaw, Diana (* 1951), australische Politikerin (Liberal Party)
- Laidlaw, Greig (* 1985), schottischer Rugby-Union-Spieler
- Laidlaw, Harry (* 1996), australischer Skirennläufer
- Laidlaw, Irvine, Baron Laidlaw (* 1943), schottischer Geschäftsmann und Life Peer
- Laidlaw, John (* 1936), schottischer Fußballspieler
- Laidlaw, Ken (* 1936), britischer Radrennfahrer
- Laidlaw, Patrick (1881–1940), britischer Virologe, Biochemiker und Pathologe
- Laidlaw, Robena Anne (1819–1901), englische Pianistin
- Laidlaw, Robert (1856–1915), schottischer Geschäftsmann und Politiker
- Laidlaw, Ross (* 1992), schottischer Fußballspieler
- Laidlaw, Stuart (1877–1960), kanadischer Lacrossespieler
- Laidlaw, Tom (* 1958), kanadischer Eishockeyspieler
- Laidlaw, William G. (1840–1908), schottisch-amerikanischer Politiker
- Laidler, Adrian (* 1981), australischer Radrennfahrer
- Laidler, Keith James (1916–2003), britisch-kanadischer Chemiker (Physikalische Chemie) und Chemiehistoriker
- Laidlow, Sam (* 1998), französischer Triathlet
- Laidman, Harvey S. (1942–2025), US-amerikanischer Filmregisseur und -produzent
- Laidoner, Johan (1884–1953), estnischer Militär und Politiker, Mitglied des RiigikoguJohan Laidoner (1884–1953)

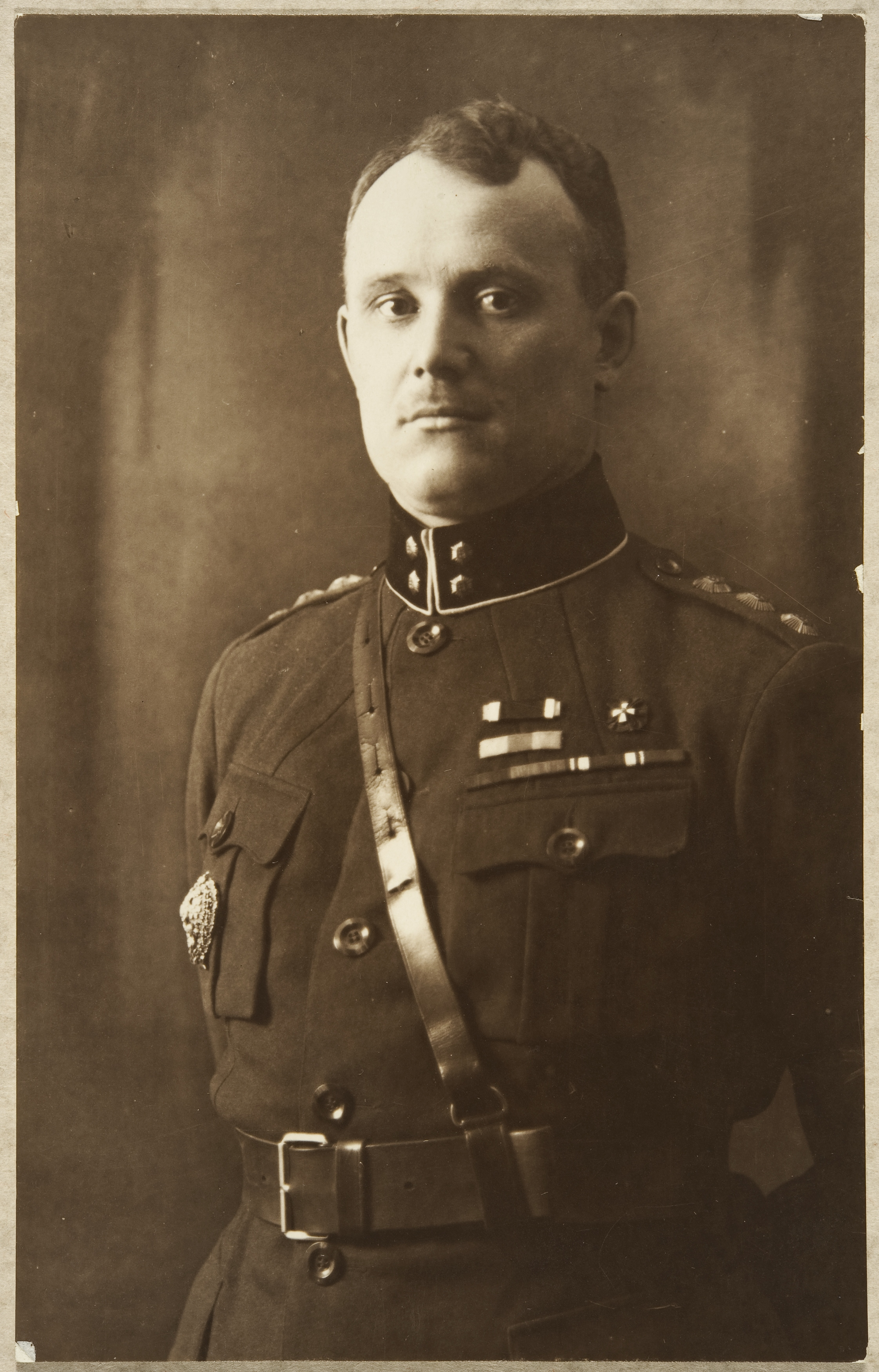
Johan Laidoner (1884–1953)

- Laïdouni, Aïssa (* 1996), tunesisch-französisch-algerischer Fußballspieler
- Laidre, Margus (* 1959), estnischer Diplomat und Historiker

### Laie
- Laier, Günter (* 1961), deutscher Ringer
- Laier, Stephanie (* 1985), deutsche Motocrossfahrerin

### Laif
- Laïfaoui, Abdelkader (* 1981), algerischer Fußballspieler
- Laifis, Konstantinos (* 1993), zypriotischer Fußballspieler

### Laig
- l’Aigle, Alma de (1889–1959), deutsche Pädagogin, Autorin und Rosenkennerin
- Laigle, Mathilde (1865–1950), französische Historikerin, Autorin und Hochschullehrerin
- Laigle, Pierre (* 1970), französischer Fußballspieler
- Laigle, Vincent (* 1973), französischer Badmintonspieler
- Laiglesia, Álvaro de (1922–1981), spanischer humoristischer Schriftsteller
- Laignel, André (* 1942), französischer Politiker (PS), Mitglied der Nationalversammlung, MdEP
- Laigre, Hildegard (* 1944), deutsche Kunstradfahrerin
- Laigueglia, Giuseppe (1922–2001), italienischer Geistlicher, römisch-katholischer Erzbischof und vatikanischer Diplomat

### Laih
- Laihanen, Taru (* 1986), finnische Fußballspielerin
- Laiho, Alexi (1979–2020), finnischer MusikerAlexi Laiho (1979–2020)

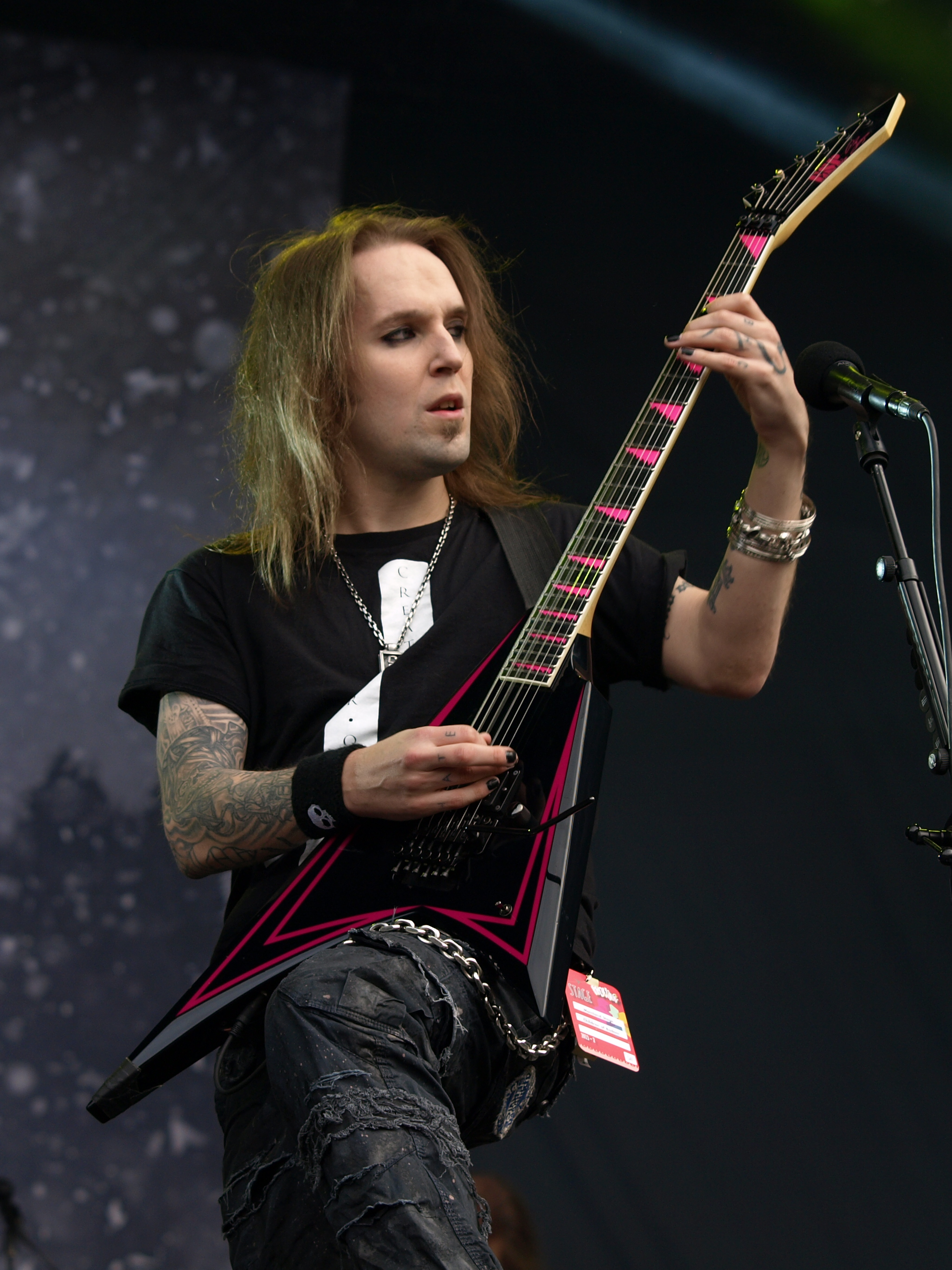
Alexi Laiho (1979–2020)

- Laiho, Keijo, finnischer Skispringer

### Laik
- Laikert, Igor (* 1991), bosnischer Skirennläufer
- Laikmaa, Ants (1866–1942), estnischer Maler

### Lail
- Lail, Elizabeth (* 1992), US-amerikanische Schauspielerin
- Laila (* 1980), indische Schauspielerin
- Laila, Runa (* 1952), bangladeschische Sängerin

### Laim
- Laimbeckhoven, Gottfried von (1701–1787), österreichischer Jesuit, Missionar in China und Bischof von Nanjing
- Laimbeer, Bill (* 1957), US-amerikanischer Basketballspieler und -trainer
- Laimböck, Adolf (1933–2018), deutscher Schauspieler
- Laime Mantilla, Florentino (* 1960), peruanischer Maler
- Laimé, Stéphane (* 1966), französischer Bühnenbildner
- Laimer, Hans (1880–1922), österreichischer Politiker (SdP), Abgeordneter zum Nationalrat
- Laimer, Harald (* 1985), italienischer Naturbahnrodler
- Laimer, Konrad (* 1997), österreichischer Fußballspieler
- Laimer, Michl (* 1965), italienischer Politiker (Südtirol)
- Laimer, Robert (* 1966), österreichischer Politiker (SPÖ), Abgeordneter zum Nationalrat
- Laiming, Leonhard von (1381–1451), Bischof von Passau

### Lain
- Laín Entralgo, Pedro (1908–2001), spanischer Schriftsteller
- Lain, Chasey (* 1971), US-amerikanische PornodarstellerinChasey Lain (* 1971)

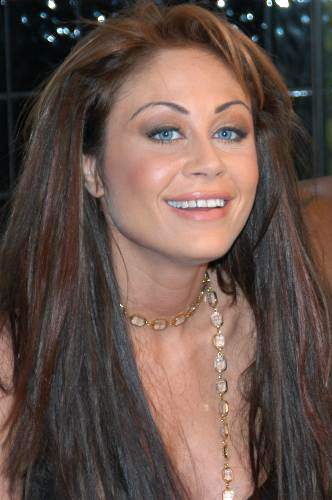
Chasey Lain (* 1971)

- Lainberger, Simon, deutscher Bildhauer und Schnitzer
- Laine, Alfred (1895–1957), US-amerikanischer Kornettist, Althornist und Bandleader des frühen Jazz
- Laine, Annie (* 1995), deutsche Schriftstellerin
- Laine, Bob (1910–1987), schwedisch-amerikanischer Jazzmusiker
- Lainé, Célestin (1908–1983), militanter bretonischer Nationalist
- Laine, Charlie (* 1984), US-amerikanische Pornodarstellerin und Schauspielerin
- Laine, Cleo (1927–2025), britische Jazz-Sängerin, klassische Sängerin und SchauspielerinCleo Laine (1927–2025)

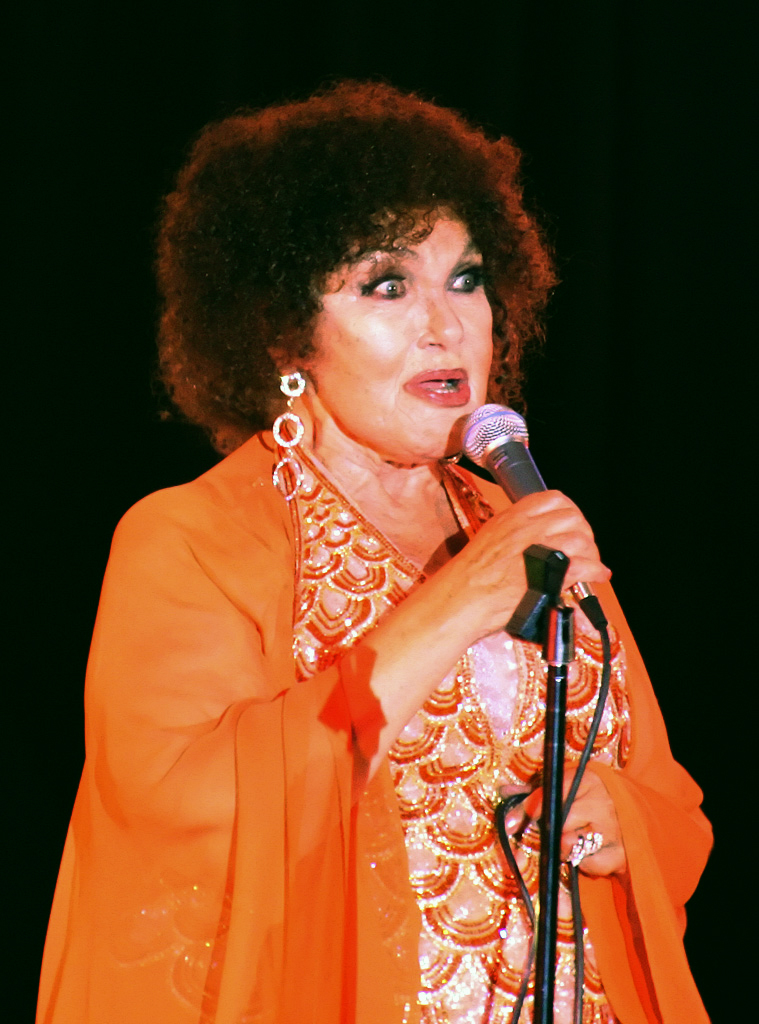
Cleo Laine (1927–2025)

- Laine, Denny (1944–2023), britischer Rockmusiker
- Laine, Eero (1926–1998), finnischer Biathlet
- Laine, Emma (* 1986), finnische Tennisspielerin
- Laine, Erkki (1957–2009), finnischer Eishockeyspieler
- Laine, Esko (* 1961), finnischer Kontrabassist
- Laine, Frankie (1913–2007), US-amerikanischer Sänger, Entertainer und Schauspieler
- Laine, Hans (1945–1970), finnischer Autorennfahrer
- Laine, Heikki (* 1983), finnischer Eishockeyspieler
- Laine, Jarkko T. (* 1969), finnischer Kameramann
- Laine, Jermu (* 1931), finnischer Politiker (Sozialdemokratische Partei), Mitglied des Reichstags
- Lainé, Joseph Henri Joachim (1768–1835), französischer Staatsmann
- Laine, Julian (1907–1957), US-amerikanischer Jazzposaunist
- Laine, Marko (* 1968), finnisch-deutscher Basketballspieler
- Laine, Matias (* 1990), finnischer Automobilrennfahrer
- Laine, Olli-Pekka (* 1973), finnischer Musiker
- Laine, Papa Jack (1873–1966), US-amerikanischer Jazz-Bigband-Leader und Schlagzeuger des frühen Jazz
- Lainé, Pascal (1942–2024), französischer Schriftsteller
- Laine, Patrik (* 1998), finnischer Eishockeyspieler
- Laine, Reino (* 1946), finnischer Jazzmusiker und Politiker, Mitglied des Reichstags
- Laine, Samu (* 1974), finnischer Radrennfahrer
- Lainé, Samyr (* 1984), haitianischer Leichtathlet
- Laine, Sarah (* 1982), US-amerikanische Schauspielerin
- Laine, Sennu, finnische Cellistin
- Laine, Teemu (* 1982), finnischer Eishockeyspieler
- Laine, Tormis (* 2000), estnischer Skirennläufer
- Lainer, Günther (* 1969), österreichischer Kabarettist und Jongleur
- Lainer, Leopold (* 1960), österreichischer Fußballspieler
- Lainer, Rüdiger (* 1949), österreichischer Architekt
- Lainer, Stefan (* 1992), österreichischer FußballspielerStefan Lainer (* 1992)

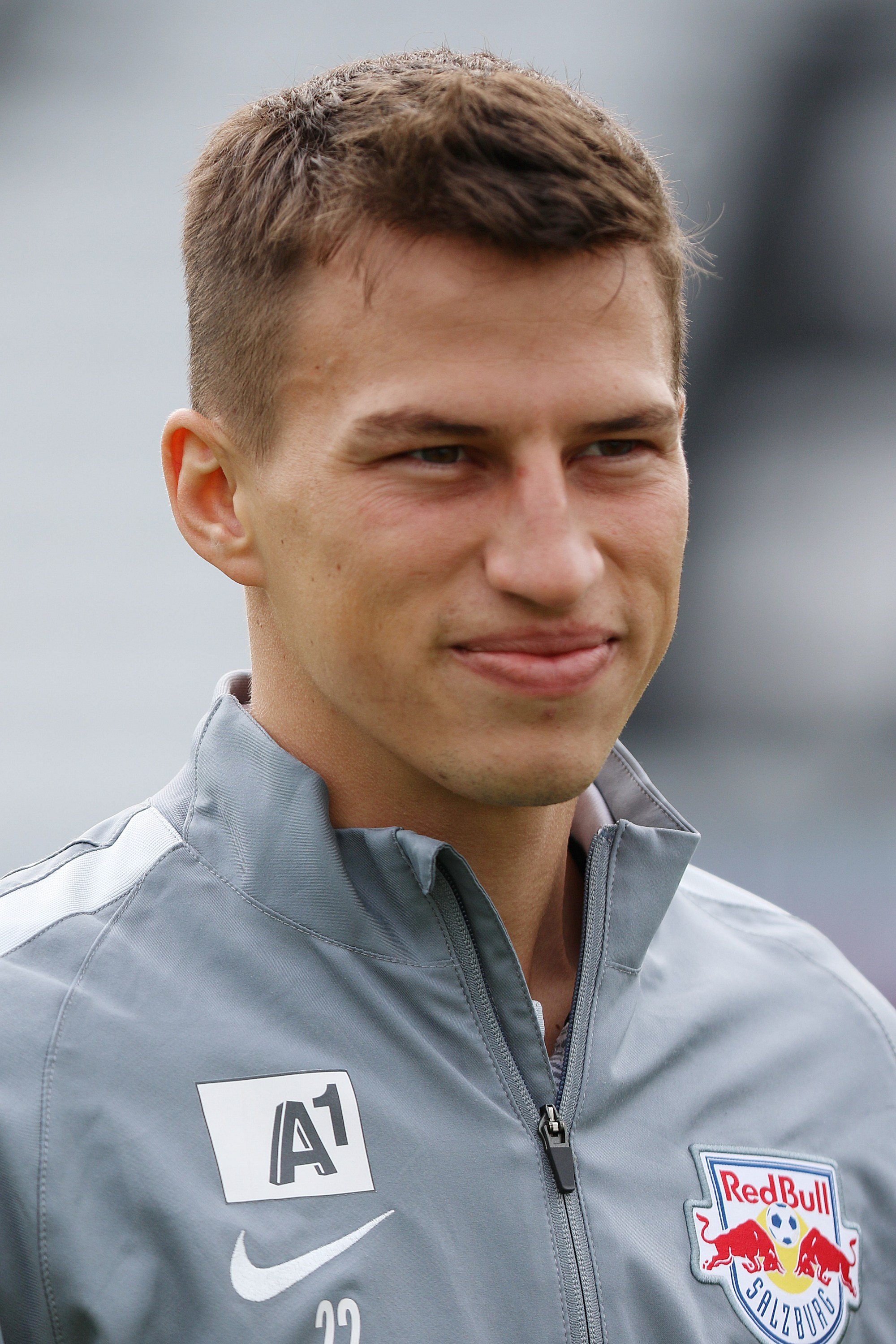
Stefan Lainer (* 1992)

- Laínez, Diego (1512–1565), Generaloberer der Societas Jesu (Jesuitenorden)
- Lainez, Diego (* 2000), mexikanischer Fußballspieler
- Laínez, Francisco (* 1961), salvadorianischer Politiker
- Láinez, Nelly (1920–2008), argentinische Fernseh- und Filmschauspielerin
- Laing, Alexander Gordon (1793–1826), schottischer Afrikaforscher
- Laing, Arthur (1904–1975), kanadischer Politiker
- Laing, Brent (* 1978), kanadischer Curler
- Laing, Catriona, britische Diplomatin
- Laing, Christie (* 1985), kanadische Schauspielerin
- Laing, Edward Arthur (1942–2001), belizischer Jurist, Richter am Internationalen Seegerichtshof
- Laing, Eleanor (* 1958), britische Politikerin
- Laing, Gerald (1936–2011), britischer Maler und Bildhauer
- Laing, Gordon Jennings (1869–1945), US-amerikanischer klassischer Philologe
- Laing, Hector, Baron Laing of Dunphail (1923–2010), britischer Politiker und Life Peer
- Laing, Kojo (1946–2017), ghanaischer Autor von Romanen und Dichtungen
- Laing, Laurence (* 1948), kanadischer Rock-SchlagzeugerLaurence Laing (* 1948)

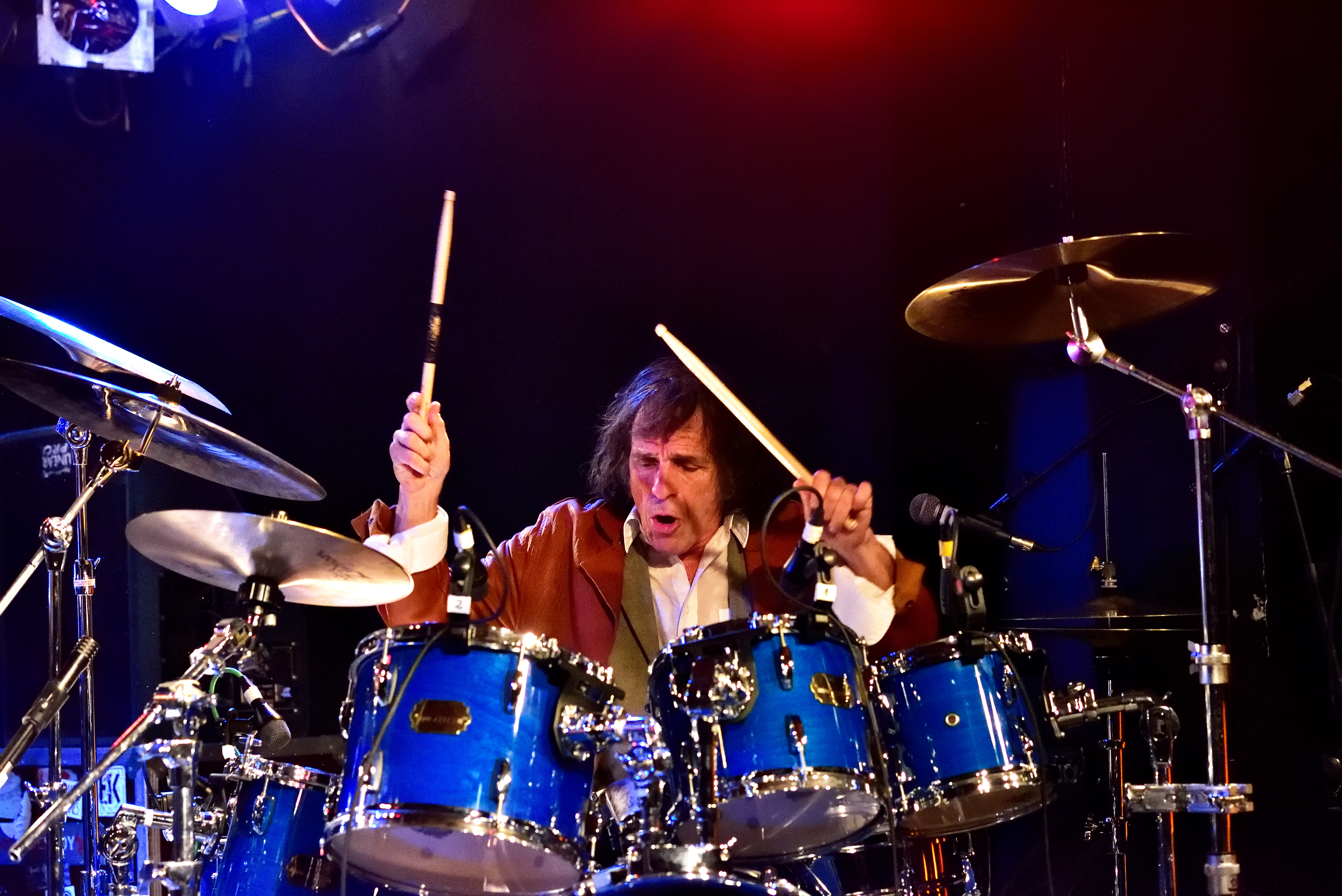
Laurence Laing (* 1948)

- Laing, Leslie (1925–2021), jamaikanischer Sprinter und Olympiasieger
- Laing, Louis (* 1993), englischer Fußballspieler
- Laing, Malcolm (1762–1818), schottischer Politiker, Mitglied des House of Commons und Schriftsteller
- Laing, Mavis (* 1953), US-amerikanische Sprinterin
- Laing, Nikolaus (1921–2013), deutscher Ingenieur, Meteorologe und Physiker
- Laing, Olivia (* 1977), britische Journalistin, Schriftstellerin, Essayistin und Kulturkritikerin
- Laing, Quintin (* 1979), kanadischer Eishockeyspieler und -trainer
- Laing, Robert W., britischer Artdirector und Szenenbildner
- Laing, Robin (* 1953), schottischer Folkmusiker und Komponist
- Laing, Ronald D. (1927–1989), britischer Psychiater und einer der Gründer der antipsychiatrischen BewegungRonald D. Laing (1927–1989)

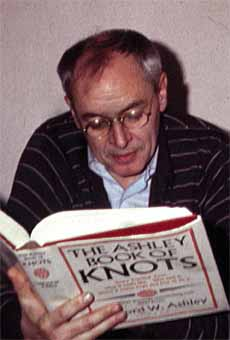
Ronald D. Laing (1927–1989)

- Laing, Samuel (1812–1897), britischer Politiker, Eisenbahnadministrator und Sachbuchautor
- Laing, Shona (* 1955), neuseeländische Sängerin
- Laing, William (1929–1997), ghanaischer Leichtathlet und Hochschullehrer
- Laingen, Bruce (1922–2019), US-amerikanischer Diplomat
- Lainhart, Richard (1953–2011), US-amerikanischer Komponist, Musiker und Filmemacher
- Laíns, Ana (* 1979), portugiesische Fado-Sängerin
- Lainšček, Feri (* 1959), slowenischer Schriftsteller, Dichter, Dramaturg, Songwriter und Verleger
- Lainson, Ralph (1927–2015), britischer Parasitologe

### Laio
- Laiou, Angeliki (1941–2008), griechisch-US-amerikanische Byzantinistin

### Laip
- Laipold, Otto (1919–1987), deutscher Politiker (CDU), MdL

### Lair
- Lair, Johann (1476–1554), Gründer der ersten Universitätsdruckerei in Cambridge, England
- Lair, Patrice (* 1961), französischer Fußballspieler und Fußballtrainer
- Laird, Amanda (* 1978), australische Synchronschwimmerin
- Laird, Anne (* 1970), schottische Curlerin
- Laird, David (1833–1914), kanadischer Politiker
- Laird, Elizabeth (* 1943), britische Schriftstellerin
- Laird, Elizabeth Rebecca (1874–1969), kanadische Physikerin und Hochschullehrerin
- Laird, Emma (* 1998), britische SchauspielerinEmma Laird (* 1998)

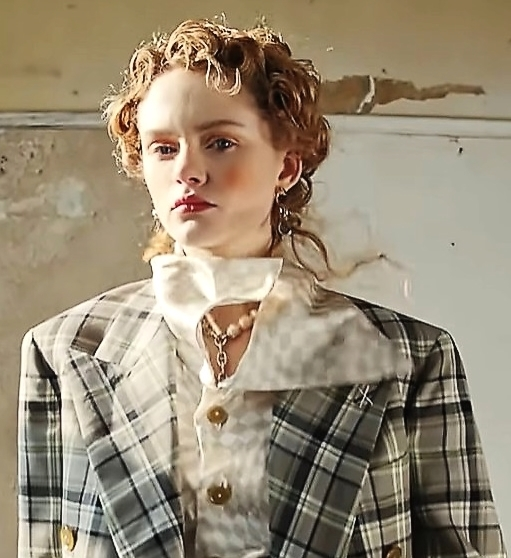
Emma Laird (* 1998)

- Laird, James (1849–1889), US-amerikanischer Politiker
- Laird, John (1887–1946), schottischer Philosoph
- Laird, John (* 1950), US-amerikanischer Politiker
- Laird, John, Baron Laird (1944–2018), britischer Politiker, Unternehmer und Hochschullehrer
- Laird, Linval (* 1969), jamaikanischer Sprinter
- Laird, Luke (* 1978), US-amerikanischer Country-Songwriter und Produzent
- Laird, Macgregor (1808–1861), schottischer Reisender
- Laird, Melvin R. (1922–2016), US-amerikanischer Politiker
- Laird, Nicole (* 1993), australische Beachvolleyballspielerin
- Laird, Peter (* 1954), US-amerikanischer Comic-Zeichner
- Laird, Rick (1941–2021), neuseeländischer Jazz-Bassist
- Laird, Ron (* 1938), US-amerikanischer Geher
- Laird, Roy, deutscher Poolbillardspieler
- Laird, Susan (1908–1933), US-amerikanische Schwimmerin
- Laird, Walter (1920–2002), britischer Tänzer
- Laird, William R. (1916–1974), US-amerikanischer Politiker
- Laire, Georges de (1836–1908), französischer Chemiker
- Lairesse, Gerard de, niederländischer Maler

### Lais
- Lais (Korinth), Hetäre der griechischen AntikeLais

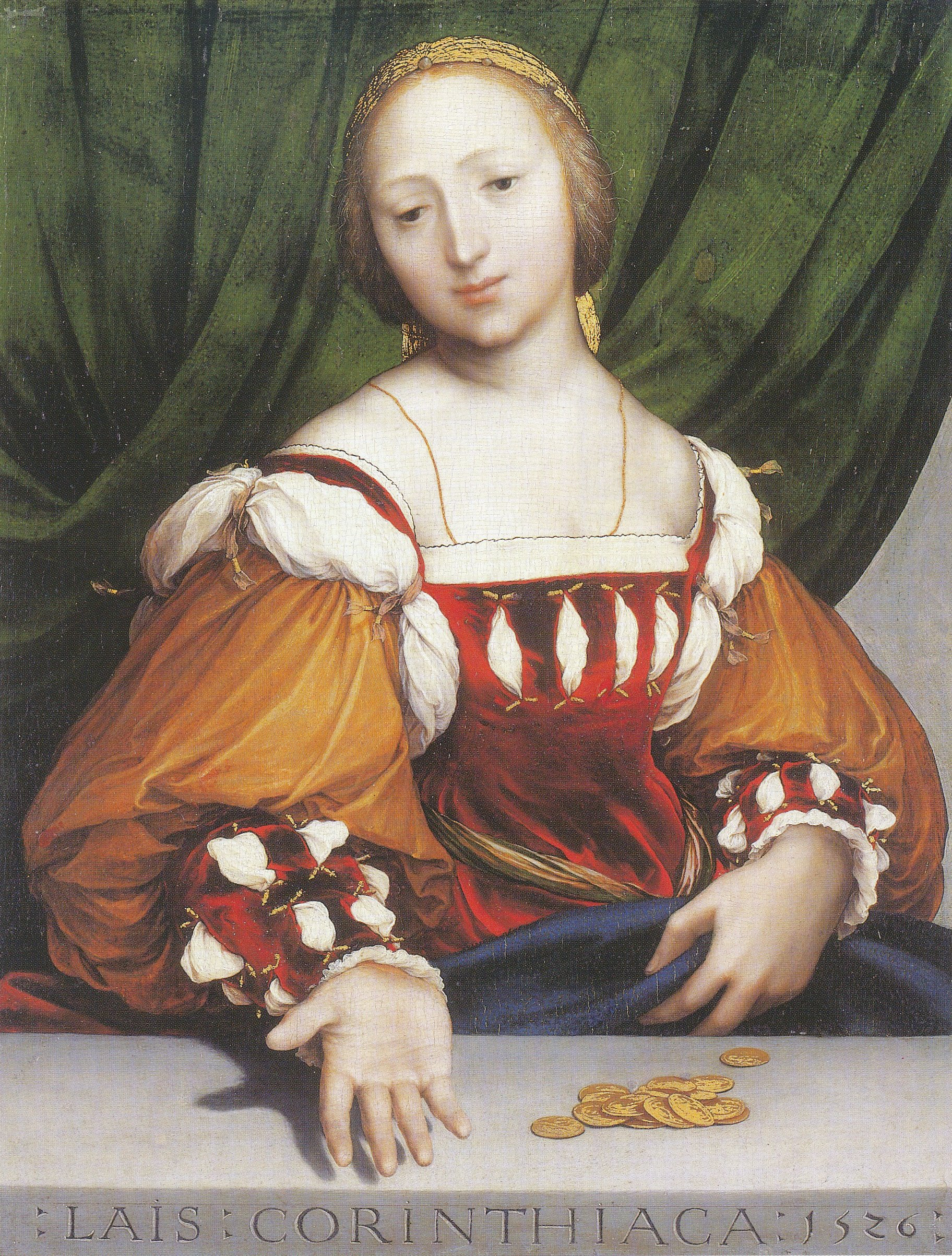
Lais

- Lais, Hetäre der griechischen Antike
- Laïs, Anja (* 1968), deutsche Schauspielerin und Hörspielsprecherin
- Lais, Axel (* 1964), deutscher Fußballspieler
- Lais, Christian (* 1963), deutscher SchlagersängerChristian Lais (* 1963)

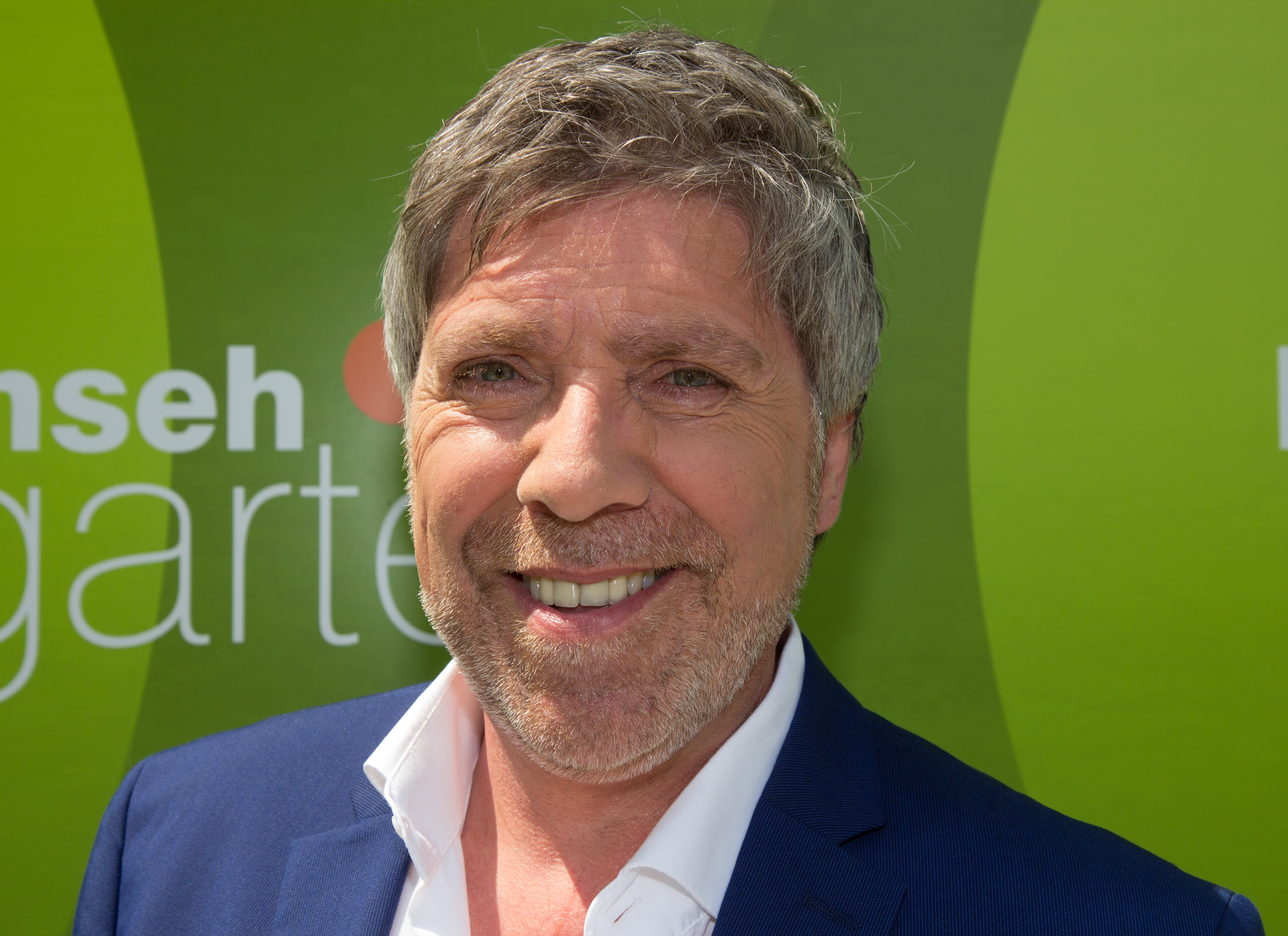
Christian Lais (* 1963)

- Lais, Detlev (1911–1978), deutscher Schlagersänger und Jazzmusiker
- Lais, Eduard (1893–1974), deutscher Volkswirt und Politiker (BCSV, CDU), MdL
- Lais, Hermann (1912–2010), deutscher Theologe
- Lais, Klaus-Jürgen (* 1944), deutscher Politiker (SPD)
- Lais, Marc (* 1991), deutscher Fußballspieler
- Lais, Otto (1897–1988), deutscher Künstler
- Lais, Ruedi (1953–2021), Schweizer Politiker (SP)
- Laisant, Charles-Ange (1841–1920), französischer Politiker und Mathematiker
- Laise, Juan Rodolfo (1926–2019), argentinischer Geistlicher und römisch-katholischer Bischof von San Luis
- Laiseka, Roberto (* 1969), spanischer Radrennfahrer
- Laisné, Étienne (1905–1997), französischer Geher
- Laisné, Kinnie (* 1989), französische Tennisspielerin
- Laisné, Napoléon (1810–1896), französischer Unteroffizier und Turnsportler, Sportpädagoge sowie Pionier der Heilgymnastik
- Laisney, Vincent Pierre-Michel (* 1956), französischer Ägyptologe
- Laispodias, Athener Feldherr und Diplomat
- Laissus, Marie (* 1978), französische Snowboarderin
- Laister, Hannelore (* 1944), österreichische Zitherspielerin und -lehrerin
- Laister-Ebner, Barbara (* 1972), österreichische Zitherspielerin
- Laistner, Ludwig (1845–1896), deutscher Schriftsteller und Literaturhistoriker
- Laistner, Max L. W. (1890–1959), britisch-amerikanischer Historiker

### Lait
- Lait, Jack (1883–1954), US-amerikanischer Journalist, Dramatiker und Schriftsteller
- Laitenberger, Johannes (* 1964), deutscher Jurist und EU-Beamter
- Laitenberger, Theophil (1903–1996), deutscher Komponist und Musiker
- Laitenberger, Volkhard (1940–2024), deutscher Sozialwissenschaftler, Historiker und Archivar
- Laithwaite, Eric (1921–1997), britischer Ingenieur
- Laithwaite, Gilbert (1894–1986), britischer Diplomat und Regierungsbeamter
- Laitin, David (* 1945), US-amerikanischer Politologe und Hochschullehrer
- Laitinen, Heikki (* 1994), finnischer Biathlet
- Laitinen, Ilkka (1962–2019), finnischer Direktor der Frontex
- Laitinen, Kalevi (1918–1997), finnischer Turner und Olympiasieger
- Laitinen, Kari (* 1964), finnischer Eishockeyspieler
- Laitinen, Mika (* 1973), finnischer Skispringer
- Laitko, Hubert (1935–2024), deutscher Wissenschaftshistoriker und Wissenschaftstheoretiker
- Laitman, Michael (* 1946), israelischer SachbuchautorMichael Laitman (* 1946)

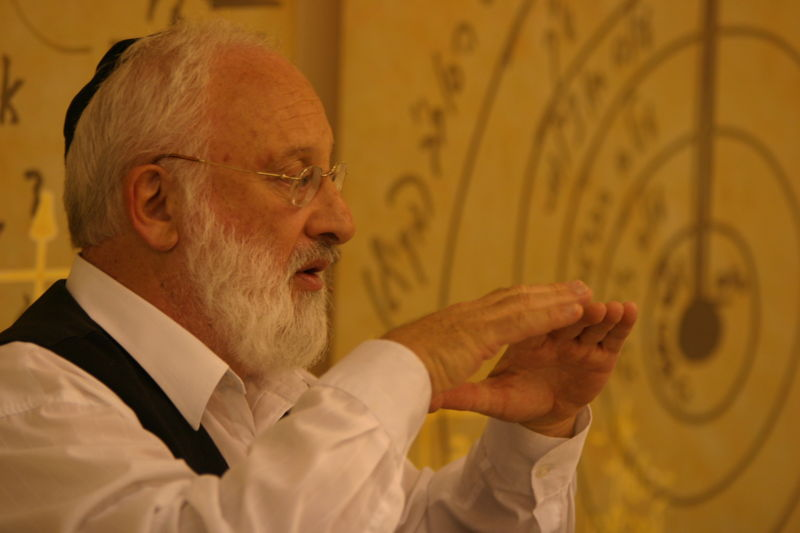
Michael Laitman (* 1946)

- Laiton, Sonny (* 2000), madegassisch-französischer Fußballspieler
- Laitonjam, Ronaldo (* 2002), indischer Radsportler
- Laitt, David (* 1946), englischer Fußballspieler
- Laitzsch, Heinz (* 1929), deutscher Fußballspieler

### Laiu
- Laius, Leida (1923–1996), estnische Filmregisseurin

### Laiv
- Laiviera, Nestu (1908–1984), maltesischer Politiker der Malta Labour Party (MLP) und Sprecher des Repräsentantenhauses (Speaker of the House)

### Laiz
- Laizāne, Lija (* 1993), lettische Radrennfahrerin
- Laizāns, Juris (* 1979), lettischer Fußballspieler
- Laizāns, Oļegs (* 1987), lettischer Fußballspieler
- Laizeau, François (* 1955), französischer Jazz- und Fusionmusiker (Schlagzeug)
- Laizerouvich, Ori (* 1987), israelischer Schauspieler